# 太和公主 (唐代宗)

太和公主（?—?），唐朝公主，是中国唐朝第八代皇帝唐代宗李豫的女儿。她的生母不详，史书仅仅记载了她的封号太和公主，太和公主没到适婚年龄，就已经去世。太和公主的封号系追封。